# هيرب غيلبرت
هيرب غيلبرت (بالإنجليزية: Herb Gilbert)‏ هو لاعب دوري الرغبي نيوزيلندي، ولد في 18 سبتمبر 1887 في Gulgong ‏ في أستراليا، وتوفي في 5 يناير 1972 في Bexley, New South Wales ‏ في أستراليا.